# Мялово
Мялово — деревня в Опочецком районе Псковской области России. 
Входит в состав Пригородной волости.

## География
Расположена в 12 км к юго-западу от города Опочка и в 3 км к югу от деревни Макушино.

## Население
| 2001 | 2002 | 2010 | 2013 | 2014 | 2015 | 2016 |
| ---- | ---- | ---- | ---- | ---- | ---- | ---- |
| 8    | →8   | ↘7   | ↗10  | ↗11  | ↗23  | ↗29  |

Численность населения по состоянию на начало 2001 года составляла 8 жителей.

## История
С 1995 до 2005 года деревня входила в состав Петровской волости, с 2006 до 2015 года — в состав Макушинской волости.